# Copris sexdentatus
Espèce
Statut de conservation UICN

CRB2ab(iii) : 
En danger critique
Copris sexdentatus est une espèce de coléoptères de la famille des Scarabaeidae.

## Répartition
Ce coléoptère est endémique d'Afrique du Sud.

## Systématique
Le nom valide complet (avec auteur) de ce taxon est Copris sexdentatus Thunberg, 1818.
Copris sexdentatus a pour synonymes :
- Copris globulipennis Waterhouse, 1891
- Copris lineata Wiedemann, 1823